# باشگاه فوتبال مونترال
باشگاه فوتبال مونترال (به فرانسوی: Club de Foot Montréal) با نام سابق مونترال ایمپکت یک تیم فوتبال در شهر مونترال در کانادا است که در لیگ برتر فوتبال آمریکا (ام‌ال اس) بازی می‌کند.

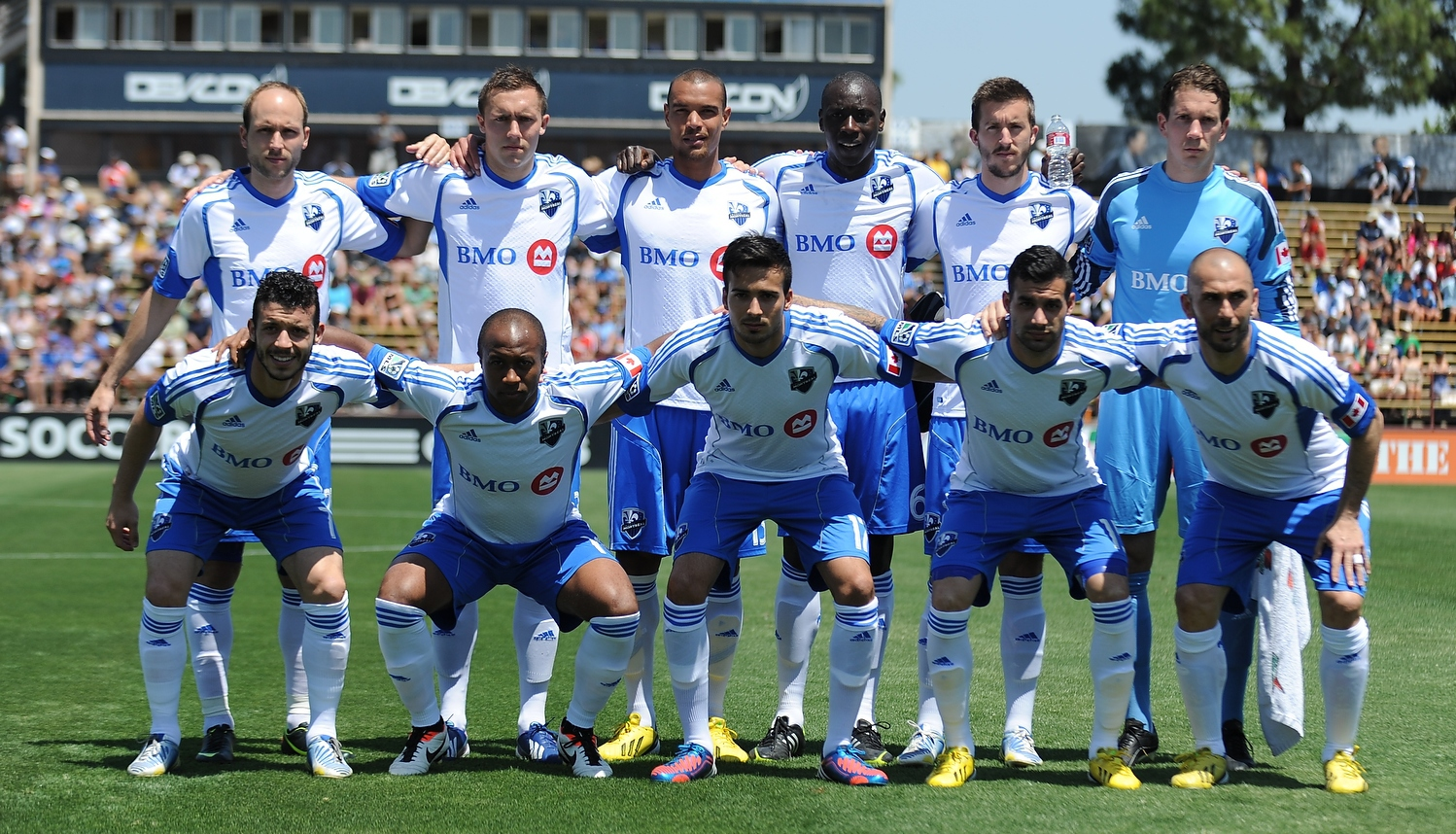